# Chital
Chital fou un petit estat tributari protegit al Kathiawar, presidència de Bombai. Estava governat per una branca de la família Jaitani de la dinastia Wala. La superfície era de 31 km² i la població el 1921 de 757 habitants.

## Llista de governants
- Wala Shri Mamaiya Champraj
- Wala Shri Rana Mamaiya (fill) ?-1910
- Wala Shri Unad Rana (fill) 1910-?
- Wala Shri Jiva Unad ?